# حلقه منتقدان فیلم سان‌فرانسیسکو
حلقهٔ منتقدان فیلم سان فرانسیسکو (انگلیسی: San Francisco Film Critics Circle) یا به‌اختصار «SFFCC»، انجمنی است که در سال ۲۰۰۲ میلادی بنیان نهاده شد و متشکل از منتقدانی است که آثارشان در نشریات شهر سان فرانسیسکو منتشر می‌شود.
این انجمن در دسامبر هر سال گرد هم می‌آیند و برای انتخاب برترین‌های فیلم و دست‌اندرکاران آن، رأی‌گیری کرده و جوایزی را به آنان اهدا می‌کنند.
بیشترین جایزه تاکنون به دو فیلم راه‌های فرعی و مهتاب (هر یک شش جایزه) اهدا شده است.